# Сампайо Корреа
«Сампа́йо Корре́а» (порт. Sampaio Corrêa Futebol Clube) — бразильский футбольный клуб из города Сан-Луис, штат Мараньян. В настоящий момент выступает в Серии B Бразилии. Главным и принципиальным соперником «Сампайо-Корреа» выступает команда «Мото Клуб».

## История
«Сампайо-Корреа» был основан 25 марта 1923 года под названием Associação Sampaio Corrêa Futebol Clube. Название команде было дано в честь гидросамолёта «Sampaio Corrêa II» под командованием бразильца Пинту Мартинса и американца Уолтера Милтона, посетившего город Сан-Луис 22 декабря 1922 года.
В 1972 году клуб стал чемпионом Бразилии в Серии B, однако выхода в Серию A тогда ещё не было. Первым сезоном, проведённым в элитной группе, стал 1974 год. Тогда же «Сампайо-Корреа» занял высшее для себя место в Серии A — 36-е.

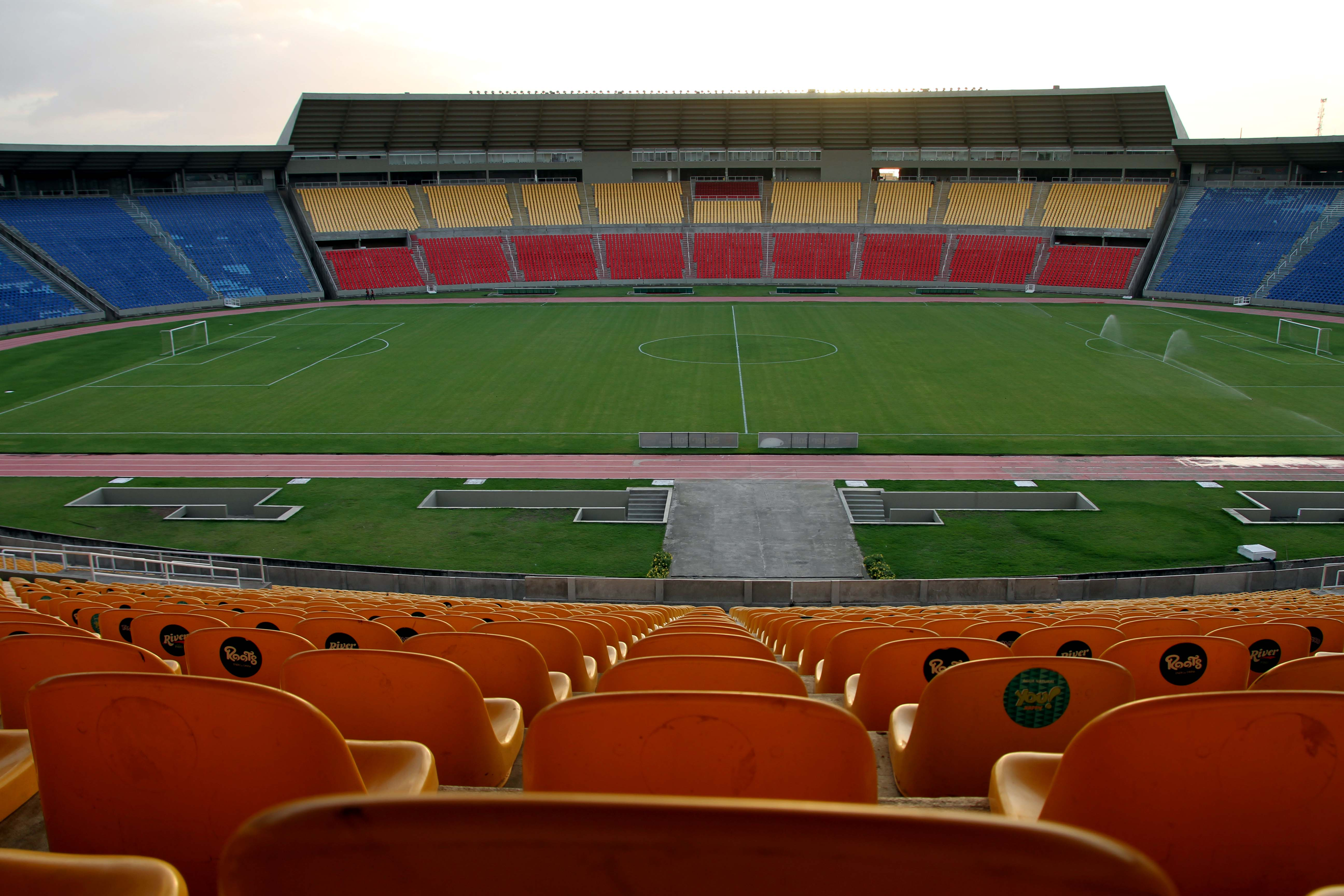
Стадион «Кастелан»

В 1997 году клуб стал чемпионом Серии C Бразилии. В следующем году был завоёван Кубок Северного региона Бразилии, что дало право на участие в международном турнире — Кубке КОНМЕБОЛ (хотя команда и выступала всего лишь в Серии B). В результате, «Сампайо-Корреа» дошёл до полуфинала турнира, где ему дорогу преградил лишь гранд бразильского футбола «Сантос».

### Выступления в Серии А Бразилии
- 1974 — 36-е место
- 1976 — 44-е
- 1977 — 42-е
- 1978 — 63-е
- 1979 — 81-е
- 1981 — 41-е
- 1985 — 42-е
- 1986 — 41-е

## Достижения
- Чемпион штата Мараньян (36): 1933, 1934, 1940, 1942, 1953, 1954, 1956, 1961, 1962, 1964, 1965, 1972, 1975, 1976, 1978, 1980, 1984, 1985, 1986, 1987, 1988, 1990, 1991, 1992, 1997, 1998, 2002, 2003, 2010, 2011, 2012, 2014, 2017, 2020, 2021, 2022
- Чемпион Серии B Бразилии (1): 1972
- Чемпион Серии C Бразилии (1): 1997
- Чемпион Серии D Бразилии (1): 2012
- Обладатель Кубка Нордесте (1): 2018
- Полуфиналист Кубка КОНМЕБОЛ (1): 1998